# Dominique Stich
Dominique Stich (* 1951) ist ein französisch-schweizerischer Sprachwissenschaftler, der sich besonders für eine moderne und standardisierte Schreibweise des Frankoprovenzalischen einsetzte.

## Leben und Werk
Dominique Stich ist in Belgien aufgewachsen. Er ist mit dem schweizerischen Politiker Otto Stich verwandt. Er promovierte 2001 in Linguistik an der Universität Paris V mit einer Arbeit über die Schriftsprache des Frankoprovenzalischen.
Er hat ein für die vielfältigen Dialekte des Frankoprovenzalischen geeignetes standardisiertes Rechtschreibsystem entwickelt, das 1998 in einer ersten Version als Orthographie de Référence A (ORB) bezeichnet und bei der Publikation des Wörterbuches Dictionnaire francoprovençal. Français / francoprovençal. 2003 durch die Orthographie de Référence B (ORB) abgelöst wurde.
Stich leitete die Übersetzung des Tim-und-Struppi-Comicbands L’affaire Tournesol von Hergé ins Frankoprovenzalische unter dem Titel L’afére Pecârd.

## Werke
- Dominique Stich: Francoprovençal. Proposition d’une orthographe supra-dialectale standardisée. (PDF; 4,5 MB) Universität Paris 5 René Descartes, 28. Juni 2001, abgerufen am 5. März 2020 (französisch, Doktorarbeit).
- Parlons francoprovençal. Une langue méconnue. Paris 1998, ISBN 978-2-296-37533-8
- Parlons Schwytzertütsch. Le suisse-alémanique. 2002.
- Dictionnaire Francoprovençal/Français Français/Francoprovençal. Dictionnaire des mots de base du francoprovençal. Orthographie ORB supradialectale standardisée. Thonon-les-Bains 2003.
- Parlons romanche. La quatrième langue officielle de la Suisse. Le romanche grison et les veritétés romanches. 2007.
- mit Michela Russo: Les systèmes graphiques du francoprovençal. État des lieux et perspectives. Quels rapports diasystémiques entre graphie supra-dialectale et phonologie? In: Lengas. Revue de sociolinguistique, 86, 2019.
- Le francoprovençal dans l’espace public. Lyon 2019.